# 981 Martina
981 Martina è un asteroide della fascia principale del diametro medio di circa 28,87 km. Scoperto nel 1917, presenta un'orbita caratterizzata da un semiasse maggiore pari a 3,0941918 au e da un'eccentricità di 0,2035964, inclinata di 2,06542° rispetto all'eclittica.
L'asteroide è dedicato allo storico francese Henri Martin. Inizialmente, come altri asteroidi scoperti all'osservatorio di Simeiz durante la prima guerra mondiale, non poté essere comunicato subito all'Istituto Rechen dell'Università di Heidelberg e fu quindi identificato per alcuni anni con una sigla contenente Σ, la lettera sigma dell'alfabeto greco.